# Dresuar

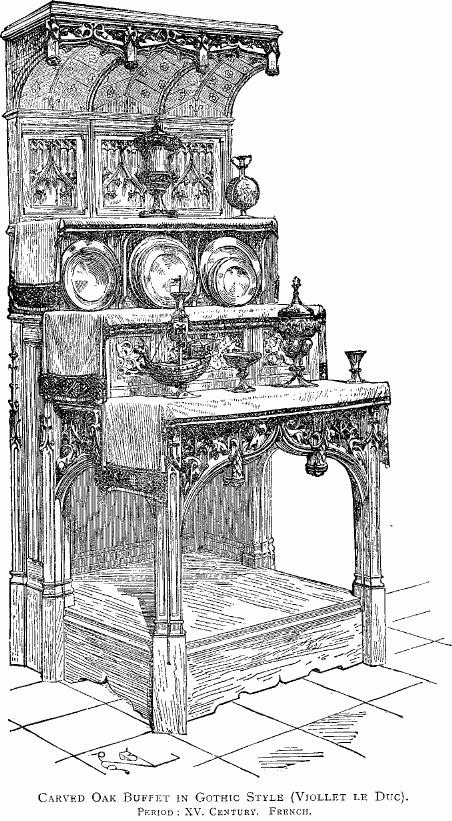
Dressoir

Dresuar (z fr. dressoir) – odmiana przyściennego kredensu znana od okresu średniowiecza, służącego do przechowywania i eksponowania bogatych naczyń stołowych. Mebel ten ma formę otwartej dołem szafki lub stołu z nadstawą z otwartymi półkami. Półki ustawione schodkowo często przykryte od góry rodzajem wystającego baldachimu.
Skromniejsze w formie i zdobnictwie dresuary stały w kuchni. Bogatsze były ozdobą salonów i jadalni; często zasłaniane były kratą i ustawiane na stopniach. Liczba stopni zależała od pozycji społecznej gospodarza. Dresuar był meblem reprezentacyjnym (tzw. meubles honorables) – dekorowano nim np. salę w której przyjmowano gości po narodzinach dziedzica rodu lub też opróżniano go i zasłaniano kirem po śmierci pana domu.
Występuje również pod nazwą: buffet, bas d'armoire, buffet à pans coupés.

## Występowanie
- okres późnego gotyku XIV-XV w. oraz wczesny renesans XVI w.
- miejsce: Francja

## Charakterystyka
- Konstrukcja mebla 
  - Skrzyniowa - stojakowa lub wieńcowa
  - Forma zwarta, tektoniczna
- Zagadnienia technologiczne
  - Materiały konstrukcyjne: głównie drewno dębu rzadziej orzecha
  - Materiały wykończeniowe: woskowanie
- Zdobnictwo
  - Elementy dekoracyjne: elementy konstrukcyjne profilowane lub fazowane,

płyciny zdobione falwerkiem, maswerkiem, ornamentem roślinnym lub medalionami

## Odmiany (nazwa mebla)
- dresuar z czasem przekształca się w inne rodzaje mebli:
  - etażerka,
  - kabinet,
  - serwantka,
  - szafa kredensowa.